# Hillsboro (Wisconsin)
Pour les articles homonymes, voir Hillsboro.
Hillsboro est une ville située dans le comté de Vernon dans l’État du Wisconsin, aux États-Unis.
Selon le recensement de 2010, sa population est de 1 417 habitants. La municipalité s'étend sur 1,41 milles carrés (3,65 km2), dont 0,04 milles carrés (0,1 km2) d'étendues d'eau.